# Willy Schroeders
Willy Schroeders, né le 9 décembre 1932 à Rhode-Sainte-Agathe et mort le 28 octobre 2017 à Woluwe-Saint-Lambert, est un coureur cycliste belge. Professionnel de 1955 à 1965, il a notamment remporté trois étapes du Tour d'Italie, le Grand Prix de la ville de Zottegem et Bruxelles-Ingooigem. Il s'est également illustré sur le Tour de France 1962. Vainqueur du contre-la-montre par équipes autour de Herentals avec Flandria - Faema, il a ensuite porté le maillot jaune pendant trois jours après avoir terminé la neuvième étape à Bordeaux dans un groupe de cinq échappés arrivés avec plus de 4 minutes d'avance.

## Palmarès
- 1954
  - 1re et 6e étapes du Tour d'Autriche
  - 4e étape du Tour de Porto Rico
  - 2e du Tour de Porto Rico
- 1955
  - Bruxelles-Liège
- 1956
  - Grand Prix du Brabant wallon
  - 2eb étape des Trois Jours d'Anvers (contre-la-montre par équipes)
  - Circuit de Belgique centrale
  - Circuit de l'Ouest à Mons :
    - Classement général
    - 1re et 2eb étapes

  - 2e de Bruxelles-Couvin
- 1957
  - Grand Prix de la ville de Zottegem
  - 2e de Kessel-Lier
- 1959
  - Grand Prix des Ardennes
  - Grand Prix du Brabant wallon
  - 2e de Bruxelles-Ingooigem
- 1960
  - Trois villes sœurs
  - Grand Prix Beeckman-De Caluwé
- 1961
  - 3e et 19e étapes du Tour d'Italie
  - 2e du Tour du Limbourg
  - 3e de la Flèche brabançonne
  - 3e du Tour de Belgique
- 1962
  - Grand Prix de la ville de Vilvorde
  - 2eb étape du Tour de France (contre-la-montre par équipes)
  - 6e étape du Tour d'Italie
  - 2e du Tour de Luxembourg
- 1963
  - Bruxelles-Ingooigem
  - 3e de Milan-San Remo

## Résultats sur les grands tours

### Tour de France
2 participations
- 1962 : abandon (14e étape), vainqueur de la 2eb étape (contre-la-montre par équipes),  maillot jaune pendant 3 jours
- 1963 : abandon (11e étape)

### Tour d'Italie
3 participations
- 1961 : 13e, vainqueur des 3e et 19e étapes
- 1962 : abandon (14e étape), vainqueur de la 6e étape
- 1963 : abandon

### Tour d'Espagne
4 participations
- 1956 : abandon (3e étape)
- 1958 : abandon (4e étape)
- 1963 : 48e
- 1964 : abandon (4eb étape)